# رياض بيدس
رياض بيدس (مواليد 1960 في شفا عمرو، الجليل، فلسطين) هو كاتب فلسطيني.

## دراسته
درس المرحلتين الابتدائية والثانوية في شفا عمرو، ثم انتقل لمدينة حيفا ليدرس الأدب والفلسفة وتاريخ الفنون في جامعة حيفا. نشرت قصصه في الصحف الفلسطينية والعربية كما كتب المقالة والنقد والقصة والرواية.

## مؤلفاته
- «الجوع والجبل» (قصص)، 1980[4]
- «المسلك» (قصص)، 1985[5]
- «الريح» (قصص)، 1987
- «تخطيطات أولية» (قصص)، 1988[6][7]
- «صوت خافت» (قصص)، 1990[8]
- «الهامشى» (رواية)، 1991
- «الصغير» (قصص)، 1992[9]
- «باط بوط» (رواية)، 1993[10]
- «شباك فان كوخ الأصفر» (قصص)، 1994[11]
- «حكاية الديك الفصيح» (قصص)، 2001[12]
- «حوار الشرفات الصامت»، 2003[13]
- «سقف» (مجموعة قصصية)، 2012[14]
- «المحو» (مجموعة قصصية)، 2015[15]
- «فلفل حار»، 2018[16]